# Fréchou-Fréchet
Fréchou-Fréchet är en kommun i departementet Hautes-Pyrénées i regionen Occitanien i sydvästra Frankrike. Kommunen ligger i kantonen Tournay som tillhör arrondissementet Tarbes. År 2022 hade Fréchou-Fréchet 173 invånare.

## Befolkningsutveckling
Antalet invånare i kommunen Fréchou-Fréchet
| Referens: INSEE |